# Attaque 77
Attaque 77 é uma banda de punk rock argentina formada em 1987, que inicialmente se juntava para tocar algumas canções de composição própria e para fazer covers de outras bandas, principalmente dos Ramones. Sua canções tem também influências de outras bandas como Sex Pistols, The Clash e Bad Religion.
Hoje em dia, além de punk rock, toca também Hard Rock, Ska, entre outros estilos. Nos últimos anos, acabaram ganhando reconhecimento e fãs devido às bem-humoradas covers, principalmente de artistas de estilos totalmente diferentes, como Erasure (A Little Respect), Legião Urbana (Perfeição e Fábrica) e até Roberto Carlos (Amigo).
Todos os seus integrantes são vegetarianos, por conta disso, algumas de suas canções defendem a libertação e proteção dos animais.

## História

### Início
A banda foi iniciada em 1987, quando um grupo de amigos se uniram para tocar covers dos Ramones. Quando compuseram suas primeiras canções e se lançaram, mantiveram o estilo punk rock, com letras de conteúdo politizado esquerdista. Em 1987, a banda foi iniciada com sua primeira formação: os irmãos Federico Pertusi (voz) e Ciro Pertusi (baixo), Mariano Martínez (guitarra), Danio Caffieri (guitarra) e Claudio Leiva (bateria). Em 21 de Outubro de 1987 a banda fez seu show de estreia na casa de shows Cemento, fazendo abertura ao show da banda Descontrol, que escolheu Attaque para fazer a abertura por sua relação com o punk rock inglês. Já no início de 1988, em um de seus ensaios, gravaram de forma caseira uma fita cassete com o nome de "Yo te amo", para mostrar às gravadoras. Algumas das canções contidas na fita acabaram por ser gravadas em discos da banda no futuro. A canção que dá nome à fita acabou por tornar-se um grande sucesso, e posteriormente um clássico para os fãs da banda porteña. O primeiro show após o lançamento do primeiro álbum foi no festival "Invasión 88", que reunia diversas bandas de punk rock argentinas.

### Primeiro álbum
Danio e Leiva acabaram por deixar a banda pouco após o show, por discordâncias musicais. Para a bateria foi chamado Leonardo "Chito" de Cecco, e Danio não foi substituído, de modo que a banda passou a ser um quarteto. Pouco depois, a rádio Trípoli propôs a gravação de um novo disco, chamado Dulce Navidad (Doce Natal, em tradução livre), que conteve apenas sete faixas. Foi o primeiro CD da banda a ser lançado realmente pela gravadora, já que a fita anterior ainda era independente. O disco vendeu pouco a princípio, e os problemas financeiros fizeram com que Federico Pertusi deixasse a banda, sendo substituído por Adrián "Chino" Vera. Como Chino não sabia cantar, mas sim cantar baixo, Ciro Pertusi deixou o novo integrante com o instrumento e tornou-se o vocalista da banda.
O segundo CD da banda foi lançado em 1990, com o título de El cielo puede esperar (O céu pode esperar), com um som mais trabalhado do que o punk rock adolescente do álbum de estreia, e teve excelente receptividade do público, sobretudo com a canção "Hacelo por mi", que foi hit em todas as rádios. A Attaque lotou estádios durante a turnê do álbum, em que tocaram por toda a América Platina, desde o Paraguai até Tierra del Fuego. O show feito em outubro de 1991 no Estádio de Obras foi lançado como um disco ao vivo chamado "Rabioso!", que logo lhes rendeu um disco de ouro.

### Amadurecimento

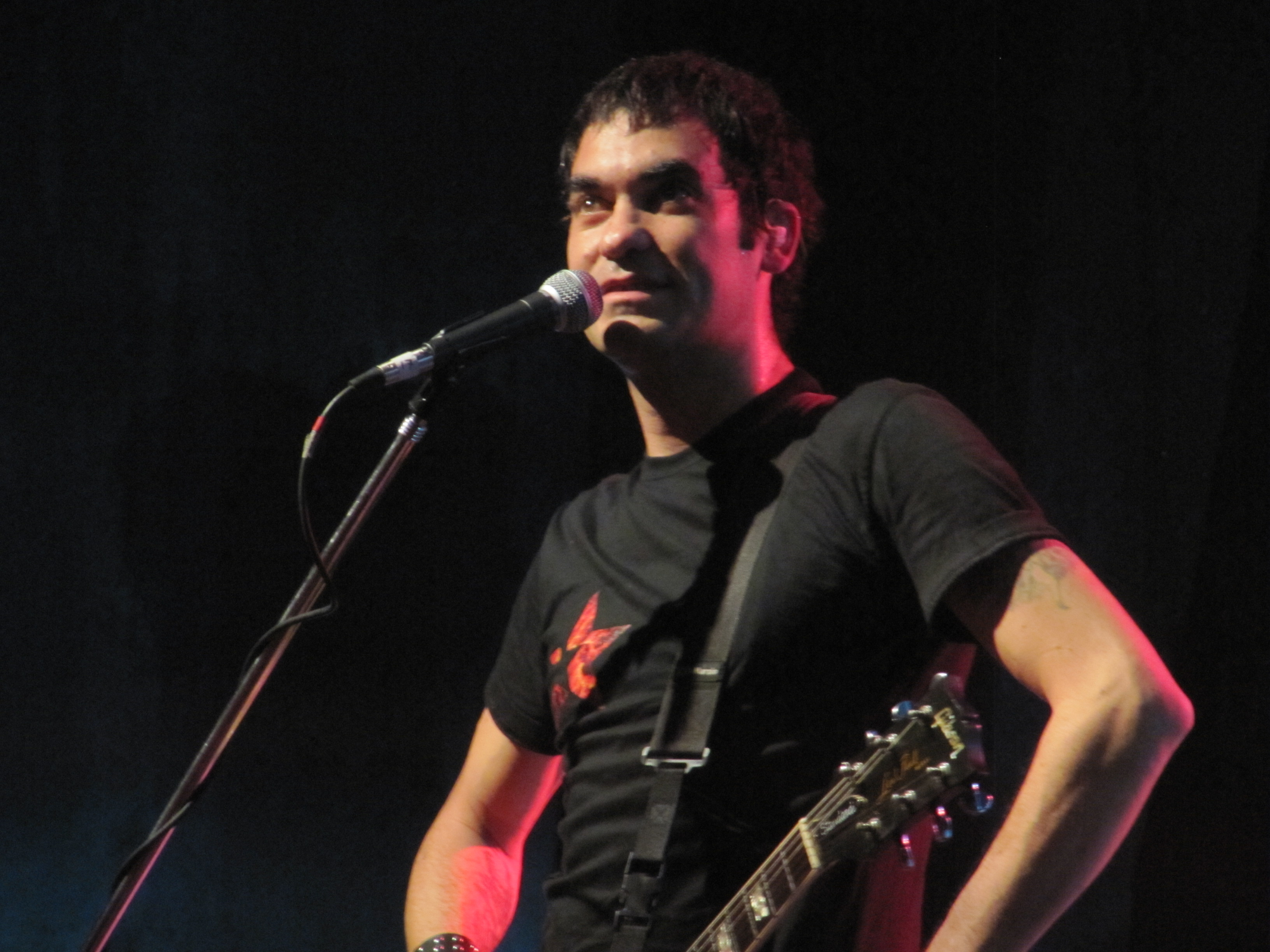
Mariano Martínez, líder do Attaque 77 desde 2009.

Em 1992 o novo álbum "Angeles Caídos" contém músicas mais maduras, bem trabalhadas e que abordam questões sociais, e foi um momento muito importante na história da banda. Chino acabou por deixar a banda, que mais uma vez alterou sua formação, com a entrada de Luciano Scaglione em seu lugar, e com o novo baixista a banda faz uma turnê pelo sul da Argentina. Scaglione foi ensaiando as canções da banda dentro do ônibus, a caminho do primeiro show, pois todos foram pegos de surpresa com o abandono de Chino.
Em 1993 eles lançaram seu primeiro disco com o novo selo, a BMG, "Todo está al revés", com uma pegada mais hard rock, mas mesmo assim mais trabalhado e maduro do que os anteriores. Durante a nova turnê, abrem os shows de Iggy Pop em sua turnê pela Argentina, e chegam a tocar no Chile. Em 1994 é lançada uma coletânea pela gravadora anterior, com o título de "'89'92", que incluiu, além dos sucessos da banda, canções que haviam ficado de fora de discos anteriores. Em maio de 1995, a Attaque 77 encabeça um festival que reuniu também as bandas britânicas The Lurkers e 999 no Estádio de Obras.

### Transição
O sétimo disco da banda, "Amen", é considerado por muitos fãs até hoje como o melhor álbum já lançado pela Attaque 77, por sua riqueza musical e quantidade de canções que emplacaram. Seu grande prestígio fez com que tocassem em um festival de despedida dos Ramones - banda que mais os inspirou - em Buenos Aires, junto a bandas consagradas como Iggy Pop e Die Toten Hosen. Posteriormente fizeram uma turnê por toda a América Latina, e tocaram junto aos Sex Pistols na Argentina. Eles conseguiram chegar aos 10 anos de vida, em 1997, ainda no auge do sucesso. O oitavo disco, "Un día perfecto", teve excelente vendagem, confirmando a fase que a banda vivia.

### Anos 2000
O disco "Otras canciones" é um dos mais vendidos da história da banda, e lançou versões em castelhano de canções de diversas bandas consagradas como Legião Urbana, Roberto Carlos, ABBA, The Who, Ramones, entre outras. Ainda em 97 fizeram uma turnê de doze shows na Espanha. Posteriormente veio o disco "Radio Insomnio", já em 2000,
seguido por um disco ao vivo ("Trapos", em 2001) e por um disco de raridades ("Amateur", 
2002). Em 2004 é lançado outro dos maiores sucessos da história da Attaque 77, o CD "Antihumano". O novo disco gerou uma imensa turnê por toda a Argentina e lhes rendeu outro disco de ouro. A banda vivia um momento de grande inspiração, já que enquanto faziam a turnê do Anti-humano já compunham as canções para o disco seguinte. Contudo, o próximo lançamento tratou-se de um disco com apenas três faixas ("Pirotecnia autorizada", de 2006), e deixou uma grande expectativa para o lançamento do álbum "Karmagedon", de 2007, disco que gerou outra turnê de grande sucesso, em que tocaram no Quilmes Rock 2007, ao lado de bandas como Aerosmith, Evanescence, Velvet Revolver, Bad Religion e outras.

### Atualidade
Recentemente o líder da banda ao longo de mais de duas décadas, Ciro Pertusi, abandonou a banda, tornando-a um trio. Mesmo sem seu principal nome, a banda continua a lotar shows dentro e fora da Argentina, e lançou um disco em 2009 com o título de "Estallar".

## Integrantes
Formação Actual (2009)
- Mariano Martínez: Guitarra,  Voz (1987-Atual)
- Luciano Scaglione: Baixoo, Coros y Voz (1992-Atual)
- Leonardo de Cecco : Bateria (1988-Atual)

## Ex-integrantes
- Horacio Demian "Ciro" Pertusi: Guitarra Rítmica e Voz (1987-2009)
- Federico Pertusi (1987-1989): Voz
- Claudio Leiva (1987-1988): Bateria
- Daniel Caffieri Martínez (1987-1988): Guitarra
- Adrian Vera (1988-1992): Baixo
- Martin "Tucán" Bossa (1998-2009): Teclados

## Discografia

### Álbuns de estúdio
- Dulce Navidad (1989)
- El cielo puede esperar (1990)
- Ángeles caídos (1992)
- Todo está al revés (1994)
- 89-92 (1994)
- Amén (álbum) (1995)
- Un día perfecto (1997)
- Otras canciones (1998)
- Radio Insomnio (2000)
- Amateur (Álbum) (2002)
- Anti-humano (2003)
- Karmageddon (2007)
- Estallar (2009)

### Álbuns ao vivo
- Rabioso! La pesadilla recién comienza (1991)
- Trapos (2001)

### EPs
- Pirotecnia Autorizada (2006)